# Comitatul Teton, Wyoming
- Acest articol se referă la Comitatul Teton, statul american Wyoming. Pentru alte utilizări ale toponimului Teton, vedeți Teton (dezambiguizare).

Comitatul Teton, conform originalului din engleză, Teton County, este unul din cele 23 comitate ale statului american Wyoming.

## Demografie
|  | Graficele sunt indisponibile din cauza unor probleme tehnice. Mai multe informații se găsesc la Phabricator și la wiki-ul MediaWiki. |

Date: Wikidata - grafică realizată de Wikipedia